# 207. Infanterie-Division (Wehrmacht)
La 207. Infanterie-Division fu una divisione dell'esercito tedesco attiva durante la seconda guerra mondiale che venne creata nel 1939 e fu prima impiegata nella Campagna di Polonia e poi lungo il fronte occidentale dove fu impiegata nell'invasione tedesca dei Paesi Bassi. La divisione venne sciolta nel 1940.

## Storia
La divisione fu costituita il 26 agosto 1939 e all'inizio della guerra, si trovava sulla costa della Pomerania, con compiti di guardia di frontiera. Dopo l'inizio della campagna di Polonia, avanzò da Bütow, arrivando fino a Gdynia, dove rimase come forza di occupazione. Nel dicembre 1939 venne trasferita in Vestfalia, da dove, nel 1940 partecipò all'invasione tedesca dei Paesi Bassi; marciò dall'area dell'Elten, attraversando il confine olandese, lo IJssel ed il Basso Reno verso Arnhem, da dove avanzò a Ede e Rhenen, per poi raggiungere Amsterdam e Scheveningen attraverso Utrecht e Doorn. Dopo la fine dei combattimenti nei Paesi Bassi, la divisione marciò verso Parigi, ma tornò nei Paesi Bassi dopo poco tempo. Nell'agosto 1940 fu mandata in congedo nella zona di addestramento militare di Groß-Born e qui venne formata un'unità militare dalla quale nel 1941 vennero formate la 207. Sicherungs-Division, la 281. Sicherungs-Division e la 285. Sicherungs-Division.

## Ordine di battaglia
- Infanterie-Regiment 322
- Infanterie-Regiment 368
- Infanterie-Regiment 374
- Artillerie-Regiment 207
- Pionier-Bataillon 207
- Panzerabwehr-Abteilung 207
- Aufklärungs-Abteilung 207
- Infanterie-Divisions-Nachrichten-Abteilung 207
- Infanterie-Divisions-Nachschubführer 207[1]

## Decorazioni
Un soldato della 207. Infanterie-Division fu premiato con la Croce di cavaliere della croce di ferro e con la Croce tedesca in oro.

## Comandanti
- Generalleutnant Karl von Tiedemann (1º settembre 1939 - agosto 1940)[1]